# Onni Niskanen
Onni Herman Niskanen (Helsinki, 1910. augusztus 31. – Solna, 1984. március 20.) svéd-finn sportedző, aki az 1940-es évek vége óta volt aktív Etiópiában. Niskanen az olimpiai győztes Abebe Bikila edzőjeként ismert. 
Az 1950-es és 1960-as években Niskanen az etióp Vöröskereszt főtitkáraként dolgozott. Emellett megalapította az etióp cserkészmozgalmat és irányította a sportot, pl. egy helyi kadétiskolában és néhány más főiskolán Addisz-Abebában.
Később Niskanen Etiópia első futballcsapatának edzője volt.